# Úporek hrálovitý

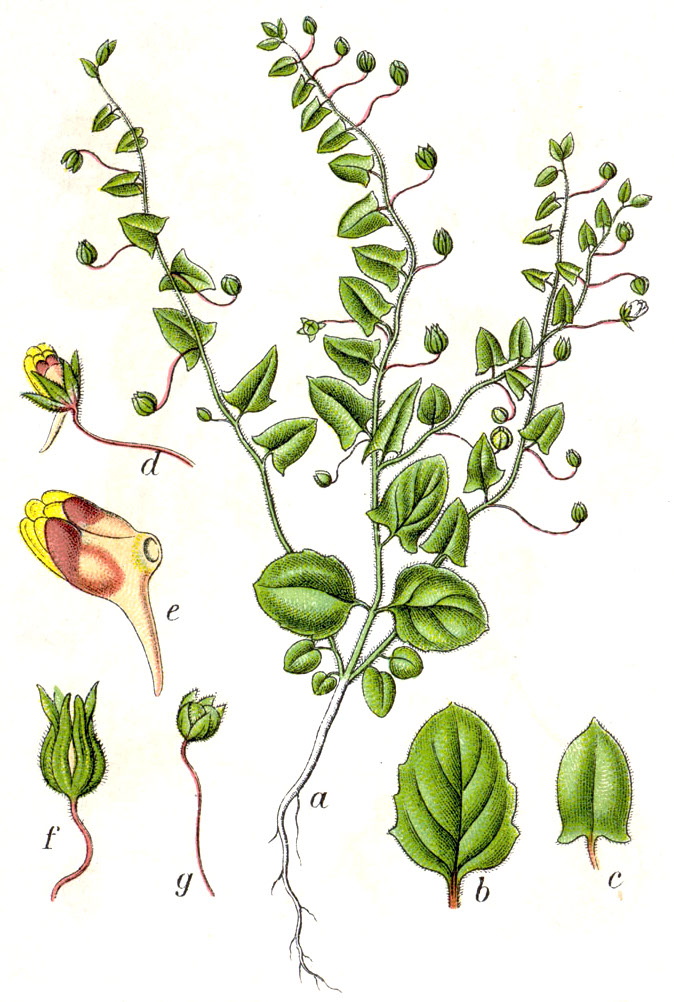
Nákres úporku hrálovitého

Úporek hrálovitý (Kickxia elatine) je drobná, jednoletá plevelná bylina. Tento archeofyt české květeny, druh rodu úporek, v současnosti z přírody ustupuje a je ohrožen vyhynutím.
Je původním druhem na území západní, střední a jižní Evropy a severní Afriky. Druhotně se rozšířil do Severní a Jižní Ameriky i Austrálie. V České republice se vyskytuje jen vzácně v teplejších oblastech Čech a Moravy.

## Ekologie
Typickými stanovišti na kterém roste jsou pole, úhory, suché pastviny, rumoviska, navážky a železniční či silniční náspy. Snáší mírné zasolení a roste i na kamenitých plážích. Upřednostňuje teplá místa s písčitou nebo hlinitou půdou.
Klíčí později z jara, až je půda dostatečně prohřátá. Potřebuje dostatek světla, kterého se mu pro malou vzrůstnost často nedostává. K jeho rychlému vývoji proto na obdělávaných polích dochází až po sklizni, kdy využívá zlepšených světelných podmínek, velmi rychle např. vyrůstá na strništích nebo po sklizni brambor. Po posečení dobře obrůstá, svým dlouhým kořenem si dokáže zajistit vláhu i suchém létě.

## Popis

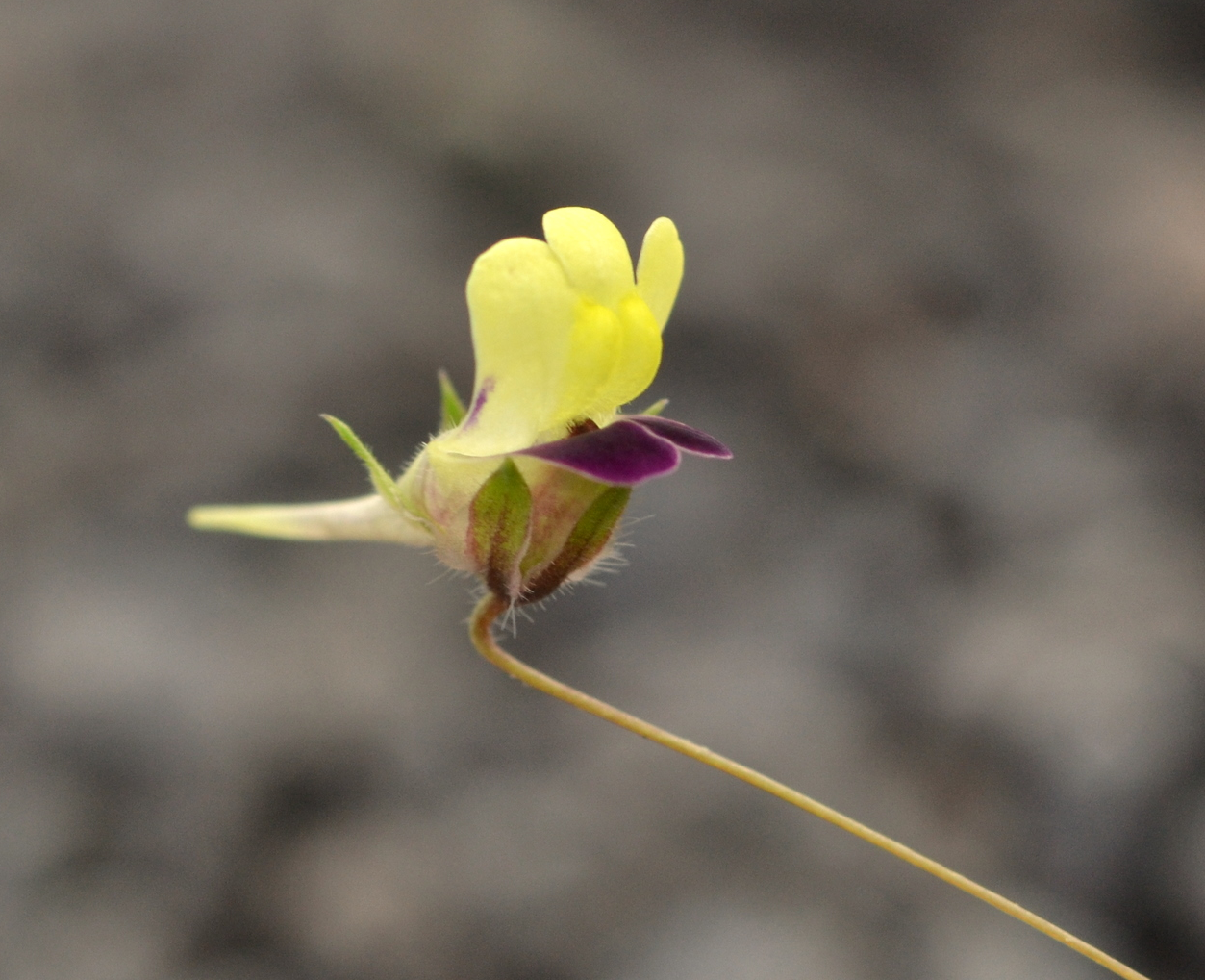
Květ

Jednoletá rostlina s lodyhou dlouhou 10 až 60 cm, která vyrůstá z tenkého, kůlovitého kořene dlouhého až 50 cm. Od báze rozvětvená, tenká, poléhavá lodyha je holá či roztroušeně chlupatá a porostlá listy s krátkými řapíky. Listové čepele, dlouhé 10 až 25 mm, jsou vespod lodyhy vstřícné a hrálovitého tvaru, výše vyrůstají střídavě a jsou šípovité. Řapíky i listy jsou krátce roztroušeně chlupaté.
Z paždí listů vyrůstají na stopkách, dlouhých 15 až 30 mm, jednotlivé, oboupohlavné, pětičetné květy. Jejich kalich má lístky zelené, kopinaté a ostře zakončené. Pyskatá, v jícnu otevřená koruna, dlouhá 10 mm, má dvoulaločný horní pysk uvnitř tmavě fialový, spodní trojlaločný nažloutlý a rovnou ostruhu 5 mm dlouhou. V květu jsou čtyři dvoumocné tyčinky a dvoudílný semeník s jednou čnělkou s hlavičkovitou bliznou. Kvete od července do října. Ploidie druhu je 2n = 36.

## Rozmnožování
Plody jsou široce vejčité, světle šedé tobolky asi 4 mm velké, které se otvírají odpadnutím víček. Obsahují průměrně 18 vejčitých, hluboce síťkovitě jamkovitých semen. Rostlina se rozmnožuje výhradně semeny, která klíčí nepravidelně v teplém období po celý rok a udržují si klíčivost i pět let.

## Ohrožení
Úporek hrálovitý se z obdělávaných polí díky agrotechnickým zásahům (např. podmítce) téměř vytratil a své zařazení mezi plevelné rostliny vyměnil za ohrožené rostliny. Početní stavy rostlin i míst na kterých vyrůstá se v posledních desetiletích neustále snižují a je proto v „Červeném seznamu cévnatých rostlin České republiky“ z roku 2012 zařazen mezi silně ohrožené druhy (C2t).